# Dainis Kazakevičs
Dainis Kazakevičs, né le 30 mars 1981 est un entraîneur letton.